# Kikuo Wada
Kikuo Wada (n. 1 martie 1951, Prefectura Niigata, Japonia – d. 8 mai 2025, Nagaoka, Japonia) a fost un luptător ce a reprezentat Japonia, medaliat olimpic. A participat la o ediție a Jocurilor Olimpice (1972) în care a câștigat o medalie de argint.

## Participări
Lista de mai jos prezintă principalele competiții la care a participat Kikuo Wada de-a lungul carierei.
- wrestling at the 1972 Summer Olympics – men's freestyle 68 kg[*]